# Moyadh Ousseni
Pour les articles homonymes, voir Ousseni.
Moyadh Ousseni, né le 2 avril 1993 à Fréjus, est un footballeur international comorien, qui  possède également la nationalité française. Il joue au poste de gardien de but à l'Étoile Fréjus Saint-Raphaël.

## Biographie
Moyadh Ousseni joue au football dès l'âge de 5 ans à Fréjus.
Il évolue à l'Étoile Football Club Fréjus Saint-Raphaël depuis 2013.
Il connaît sa première sélection en équipe des Comores le 24 juin 2021, en match de qualification de la Coupe arabe de la FIFA 2021, s'inclinant contre la Palestine (5-1). Il est ensuite convoqué en août 2021 en équipe des Comores pour des matchs amicaux en septembre puis fait partie du groupe comorien participant à la Coupe d'Afrique des nations 2021 au Cameroun.